# Нант-3 (кантон)
Нант-3 (фр. Nantes-3) — кантон во Франции, находится в регионе Пеи-де-ла-Луар, департамент Атлантическая Луара. Входит в состав округа Нант.

## История
В результате реформы 2015 года состав кантона изменился: в него были добавлены южные кварталы, ранее входившие в состав упразднённого кантона Нант-10.

## Состав кантона с 22 марта2015 года
В состав кантона входят южные и юго-восточные кварталы города Нант.

Кантон Нант-3 среди кантонов города Нант

## Политика
С 2021 года кантон в Совете департамента Атлантическая Луара представляют государственный служащий Юго Бесьер (Ugo Bessière) (Европа Экология Зелёные) и директор школы для слабослышащих детей Фанни Салле (Fanny Sallé) (Разные левые).
|                | Кандидаты                     | Партия                   | Первый тур | Первый тур     | Второй тур | Второй тур |
| Кол-во голосов | Кандидаты                     | Партия                   | % голосов  | Кол-во голосов | % голосов  |            |
| -------------- | ----------------------------- | ------------------------ | ---------- | -------------- | ---------- | ---------- |
|                | Юго Бесьер Фанни Салле        | Разные левые             | 3 524      | 38,62          | 6 294      | 64,71      |
|                | Максим Анри-Руссо Лейла Шерги | Разные правые            | 1 798      | 19,70          | 3 432      | 35,29      |
|                | Арно Д’Ашон Изабель Анна Рьо  | Демократическое движение | 1 625      | 17,81          |            |            |
|                | Клеман Барайя Софи Жайе       | Разные левые             | 1 216      | 13,33          |            |            |
|                | Анук Гезе Брюно Шевалье       | Левый блок               | 962        | 10,54          |            |            |

|                | Кандидаты                    | Партия                  | Первый тур | Первый тур     | Второй тур | Второй тур |
| Кол-во голосов | Кандидаты                    | Партия                  | % голосов  | Кол-во голосов | % голосов  |            |
| -------------- | ---------------------------- | ----------------------- | ---------- | -------------- | ---------- | ---------- |
|                | Ален Робер Фанни Салле       | Социалистическая партия | 4 675      | 37,78          | 6 710      | 59,89      |
|                | Луиза Амруш Патрис Боло      | Правый блок             | 2 931      | 23,68          | 4 493      | 40,11      |
|                | Ги Крупи Доминик Трише-Аллер | Разные левые            | 2 020      | 16,32          |            |            |
|                | Ален Авелло Катрин Шолле     | Национальный фронт      | 1 455      | 11,76          |            |            |
|                | Франк Ван Гётем Лоранс Жандр | Разные правые           | 666        | 5,38           |            |            |
|                | Ален Бурдо Кристин Мейер     | Левый фронт             | 628        | 5,07           |            |            |